# 白河站 (吉林省)
白河站（中国朝鲜语：／）位于中华人民共和国吉林省延边朝鲜族自治州安图县二道白河镇，是浑白铁路、白和铁路（东北东部铁路的一部分）上的火车站，建于1973年，由中国铁路沈阳局集团通化车务段管辖。
敦化至白河客运专线引入长白山地区需新建车站，为使该地区客运作业集中办理，白河站将被拆除。其普客作业也将迁移至新建的长白山站。

## 車站周邊
- 二道白河客运站
- 长白山保护开发区池北盛通时尚旅馆
- 吉林山江酒店
- 长白山一山一蓝生态主题酒店
- 二道白河镇政府

## 歷史
- 建于1973年。

## 业务办理
不办理客运业务。不办理货运业务。